# Азокопуляція
Азокопуляція (англ. azocoupling reaction) — утворення азосполук із солей діазонію (діазоскладова) та речовин, що містять активовану групу CH (азоскладова — ароматичні аміни, феноли та ін.):
{\displaystyle {\ce {Ar-N+#NX- +Ar-Y ->Ar-N=N-Ar-Y + HX}}},
де Y — NH2, OH.
У цю реакцію вступають й аліфатичні сполуки з активною метиленовою групою:
{\displaystyle {\ce {Ar-N+#N X- + CH2(COOR)2 -> ArNHN=C(COOR)2 + HX}}}
Оксидативна азокопуляція — перетворення гідразонів (зокрема, гідразонів бензтіазолонів-2) та різних азоскладових в азосполуки сумісною оксидацією.